# Chromatolyse
Als Chromatolyse oder Tigrolyse wird hauptsächlich in der Neuropathologie das Schwinden der Nissl-Schollen bei Nervenzellen bezeichnet. Nissl-Schollen sind jedoch auch bei anderen Zellarten anfärbbar und reagieren dort auf ähnliche Weise. Es handelt sich bei diesen Veränderungen um sehr reaktionsfähige zelluläre Abläufe, die auf ganz unterschiedliche Ausgangssituationen und insbesondere auf Schädigungen der Zelle zurückzuführen sind. Dazu zählen Hunger, Überlastung, Hypoxie (Sauerstoffnot), infektiöse und toxische Schädigung der Nervenzelle sowie insbesondere Reaktionen nach Durchtrennung des Neuriten.

## Pathologische Anatomie
Die Rückbildung der Tigroidschollen geht einher mit charakteristischen Zellveränderungen. Die Nissl-Substanz bleibt bei Nervenzellen nur in der Nähe der Zellmembran erhalten, im Inneren der Zelle ist sie nicht mehr nachweisbar. Auch die Zellkerne sind an die Peripherie der Zelle verlagert. Ihnen sitzt eine Kappe von chromaffinen Substanzen auf. Es entsteht das Bild der sogenannten Fischaugenzellen. Es kommt in diesem Zusammenhang häufig zur Wallerschen Degeneration. In der Neuropathologie sind einige gutartige Tumoren wie das Ganglioneurom dadurch diagnostizierbar, dass die Tigroidschollen noch erkennbar sind.